# Mpande
Mpande (1798–1872) byl vládce Zulů mezi lety 1840 až 1872, což ho učinilo nejdéle vládnoucím panovníkem Zulského království. Byl to nevlastní bratr Sigujana, Shaka a Dinganea, kteří byli všichni také králi Zulů. Sám Mpande se dostal k moci po svržení svého bratra Dinganea v roce 1840.
I když jeho panování bylo dlouhé, v druhé části jeho vlády byl králem jen de iure. Jeho syn Cetshwayo ho nahradil de facto už v roce 1856. 

## Životopis

### Na počátku kariéry
Mpande se narodil v Babanangu v Zululandu jako syn Senzangakhona kaJamaa (1762-1816) a jeho deváté ženy Songiy kaNgotsha Hlabisy. Byl považován za slabého ve srovnání s jeho současníky. Mpande očividně nejevil zájem o politiku Zulů.
Když Dingane utrpěl drtivou porážku v Bitvě u Krvavé řeky v prosinci roku 1838, jeho porážka s Búry vedla k nepokojům, které se Dingane pokusil zastavit tím, že odstranil potenciální nástupce jako např. Mpandeho. V září 1839 se vzepřel svému bratrovi, který požadoval jeho podporu ve válce proti Swaziům. Ze strachu, že by byl zabit, kvůli podpoře Dinganea, Mpande vedl tisíce Zulů do Búrské republiky Natalia. Búrové v čele Andriesem Pretoriusem a Gertem Rudolphem se rozhodli podpořit Mpandeho, doufajíce se, že získají ústupky, pokud by vyhnali Dinganeho. V lednu 1840 armáda vedená Nongalazem porazila Dinganeho v Bitvě u Maqongqa. Poté byl Mpande prohlášen králem.

### Brzká vláda
V roce 1843 Mpande nařídil smrt jeho bratra Gqugqu, který byl nařčen ze spiknutí s cílem zabít krále. 
V 50. letech 19. století, Mpande začal zpočátku útočit na oblasti v okolí království Zulů. Tyto kroky vyústily v invazi do Svazijska v roce 1852. Swaziové byli pod vazalstvím se Zululandem, ale fakticky byli nezávislí pod králem Mswatim II. Podle historika Filipa Bonnera, Mpande chtěl Svazijsko pod jeho kontrolou, protože se obával expanze Búrů z Natalu.

## Hodnocení
Mpandeho vláda bývá hodnocena jako velmi pasivní, ačkoliv měl pozitivní pověst mezi křesťanskými misionáři. Dovolil Johnu Colensovi kodifikovat gramatiku v jazyce Zulu a vyrábět překlady Bible v jazyce Zulů.
V románu Child of Storm (česky Dcera bouře, autor Henry Rider Haggard, 1913) je také vyobrazen jako velmi pasivní vládce.